# Canon EF 28-300 мм
Canon EF 28-300mm f/3.5-5.6L IS USM — профессиональный ультразум-объектив для цифровых фотокамер Canon EOS, выпущенный в июне 2004 года.

## Описание
Объектив имеет байонет EF, диапазон фокусных расстояний от 28 до 300 мм и диафрагму от f/3,5 на коротком фокусном расстоянии до f/5,6 на длинном.
Объектив оснащён стабилизатором изображения (IS), позволяющим значительно снизить размытость изображения, вызванную сотрясением рук.
В объективе применён кольцевой ультразвуковой мотор для быстрой и практически бесшумной автофокусировки.
Объектив имеет конструкцию обеспечивающую влагозащиту и защиту от пыли.
При использовании c цифровыми однообъективными зеркальными фотоаппаратами с матрицей формата APS-C (кроп-фактор 1,6) эквивалентное фокусное расстояние объектива составляет от 45 до 480 мм.

## Аксессуары
- Диаметр резьбы для светофильтров — 77 мм.
- Крышка объектива — E-77U / E-77II.
- Бленда объектива EW-83G.
- Мягкий футляр — LZ1324.